# Gebenstorf
Gebenstorf is een gemeente in het Zwitserse kanton Aargau. De gemeente is gelegen in het Reussdal a de 'Wasserschloss' telt 4.877 inwoners en een oppervlakte van 5,64 km².

## Afbeelding

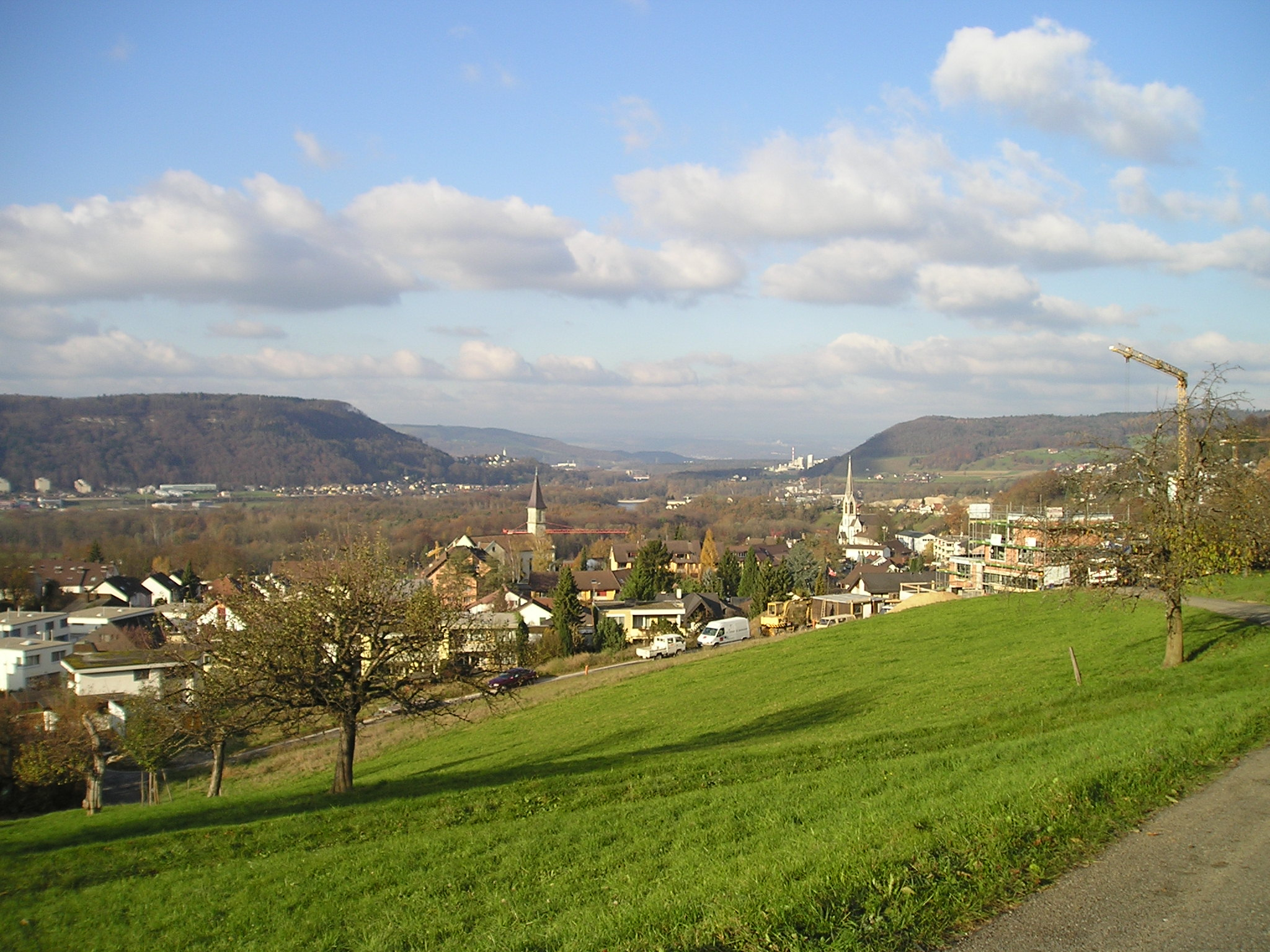
Gebenstorf